# Fernanda Viégas
Fernanda Bertini Viégas (nascuda el 1971) és una informàtica i dissenyadora gràfica brasilera, el treball de la qual se centra en els aspectes socials, col·laboratius i artístics de la visualització de la informació.

## Biografia
Viégas va estudiar disseny gràfic i història de l'art a la Universitat de Kansas, on va obtenir la seva llicenciatura el 1997. Després es va traslladar al MIT Media Lab, on va rebre un MS l'any 200 i un Ph.D. en Arts i Ciències dels mitjans de comunicació l'any 2005 sota la supervisió de Judith Donath. El mateix any va començar a treballar al Thomas J. Watson Research Center d'IBM a Cambridge, Massachusetts, com a part del Visual Communication Lab.
L'abril de 2010, ella i Martin M. Wattenberg van iniciar una nova empresa anomenada Flowing Media, Inc., per centrar-se en la visualització dirigida als consumidors i al públic massiu. Quatre mesos després, tots dos es van unir a Google com a co-líders del grup de visualització de dades "Big Picture" de Google a Cambridge, Massachusetts.

## Treball

### Visualització social
Viégas va començar la seva recerca al MIT Media Lab, centrant-se en les interfícies gràfiques per a la comunicació en línia. El seu sistema de cercles de xat va introduir idees com ara el filtratge de la conversa basat en la proximitat i un arxiu visual de l'historial de xat que mostra el ritme i la forma generals d'una conversa. Els seus dissenys de visualització de correu electrònic (inclosos PostHistory i Themail) són la base de molts altres sistemes; les seves troballes sobre com s'utilitzen sovint les visualitzacions per a la narració d'històries van influir en el treball posterior sobre els aspectes col·laboratius de la visualització. Mentre estava al MIT, també va estudiar l'ús d'Usenet i els blocs.

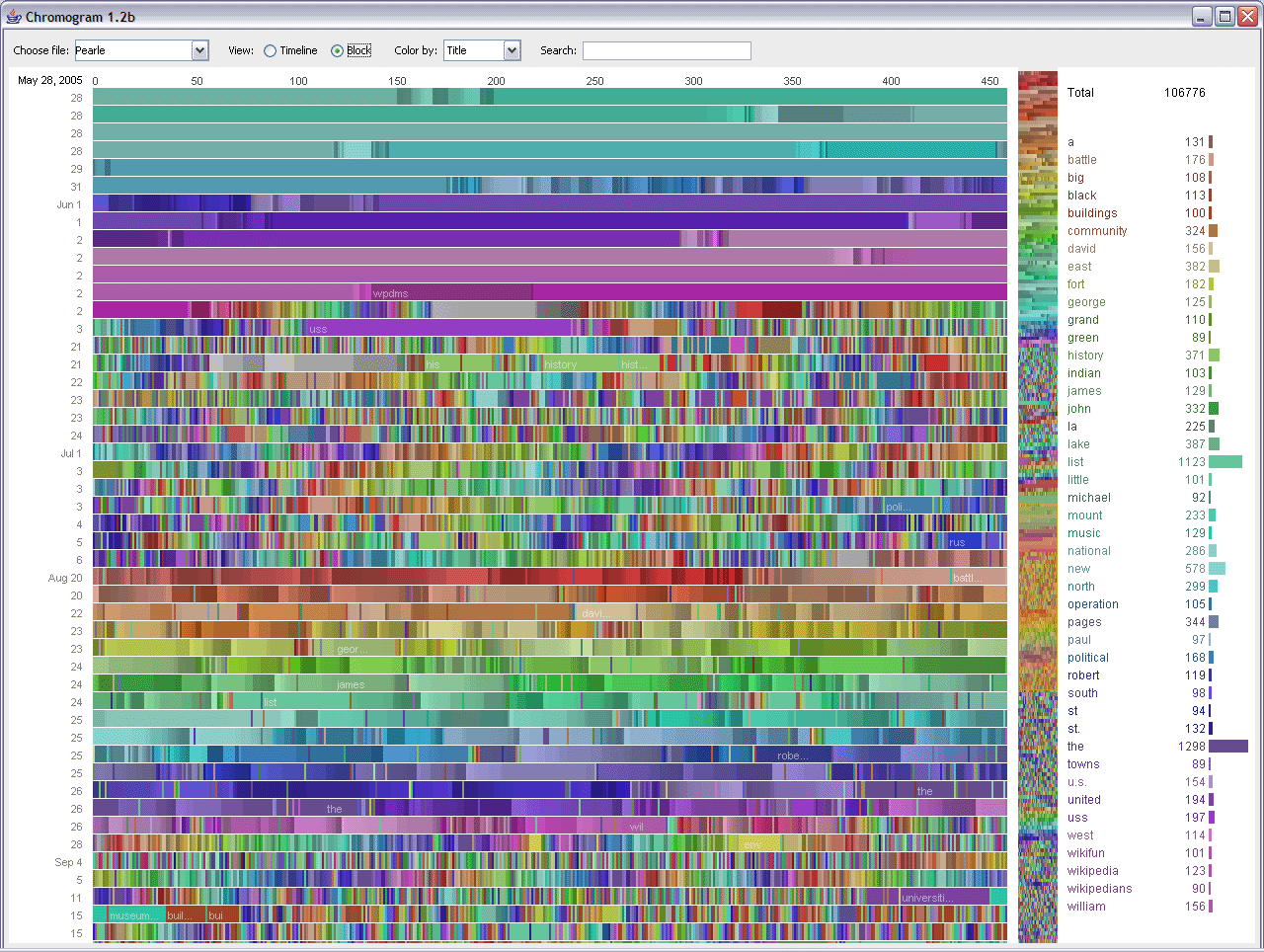
Fernanda Viégas, "Cromograma", 2006

### Intel·ligència col·lectiva i visualització pública
Un segon flux de treball, en col·laboració amb Martin Wattenberg, se centra en la intel·ligència col·lectiva i l'ús públic de la visualització de dades.
El seu treball amb visualitzacions com History Flow i Chromogram va donar lloc a algunes de les primeres publicacions sobre la dinàmica de la Viquipèdia, inclòs el primer estudi científic sobre la reparació del vandalisme.
Viégas és un dels fundadors del lloc web experimental Many Eyes d'IBM, creat el 2007, que busca que la tecnologia de visualització sigui accessible al públic. A més de l'àmplia adopció per part dels individus, la tecnologia de Many Eyes ha estat utilitzada per organitzacions sense ànim de lucre i mitjans de comunicació com el New York Times Visualization Lab.